# Pedro Pedraza
Pedro Pedraza Reyna (ur. 30 kwietnia 2000 w Monterrey) – meksykański piłkarz występujący na pozycji defensywnego pomocnika, od 2022 roku zawodnik Pachuki.